# Shipton (Gloucestershire)
Shipton – wieś w Anglii, w hrabstwie Gloucestershire, w dystrykcie Cotswold. Leży 21 km na wschód od miasta Gloucester i 132 km na zachód od Londynu.